# Jorge Durán Silva
Jorge Durán Silva (Garzón, Huila, 1 de junio de 1942) es un político colombiano. Estudió abogacía en la Universidad Libre. Se desempeñó como concejal de Bogotá entre 1978 y 2019 por el Partido Liberal Colombiano.

## Carrera política
Nació en Garzón, Huila, pero siendo joven se trasladó a Bogotá huyendo de la violencia bipartidista de los años 50. Estudió Derecho en la Sede Principal de la Universidad Libre (Colombia) e inició su carrera política a finales de los años 70, llegando al Concejo de la capital en 1978. 
Desde entonces se ha mantenido en la corporación hasta la actualidad (a excepción del periodo 1998 - 2000), siendo el concejal más antiguo del Distrito, y uno de los servidores públicos que más conoce Bogotá y mayor experiencia tiene trabajando por el desarrollo de la ciudad.  
Ha sido presidente del Concejo y de varias de sus comisiones en diferentes ocasiones.

## Gestión en el Concejo de Bogotá
En el cabildo distrital ha trabajado incansablemente por las causas ecológicas y fruto de ello ha sido la presentación de diferentes proyectos de Acuerdo en defensa del medio ambiente y los animales: Fue el autor del Acuerdo que prohibió la presentación, en circos y espectáculos, de animales silvestres y mamíferos marinos, el cual se convirtió luego en ley nacional.
Así mismo, fue el autor del Acuerdo 9 de 1990 que ordenó la creación del Departamento Administrativo del Medio Ambiente (DAMA), hoy en día conocido como Secretaría del Medio Ambiente. Tras ello, fue gestor de la creación del Ministerio del Medio Ambiente, en propuesta radicada al presidente de la República de entonces, César Gaviria, quien firmó la Ley 93 de 1993, que dio vida al ministerio.
También fue el autor de la modificación al Código de Policía de Bogotá que prohibió fumar en lugares públicos, modificación que también fue elevada a ley nacional tiempo después.